# República de Lemko
República Popular Russina de Lemko (em russino: Руска Народна Република Лемків, romanizado: Ruska Narodna Respublika Lemkiv, lit. 'República Nacional Russina de Lemkos'; em russo: Русская народная республика лемков), também conhecida como República Lemko-Russina, apenas República Lemko ou República Florinka, foi um Estado de curta duração fundado em 5 de dezembro de 1918 após a Primeira Guerra Mundial e a dissolução do Império Austro-Húngaro.
Centrava-se em Florinka, uma vila no sudeste da atual Polônia. Sendo russófila, sua intenção era a unificação com uma Rússia democrática e se opunha a uma união com a República Popular da Ucrânia Ocidental. Uma união com a Rússia provou ser impossível, então a República tentou se juntar à Rus' Subcarpática como uma província autônoma da Tchecoslováquia. Isso, no entanto, foi contestado pelo então Governador da Rus 'subcarpática, Gregori Žatkovich. A República foi chefiada por Jaroslav Kacmarcik como Presidente do Conselho Nacional Central. Foi encerrado pelo Governo polonês em março de 1920. Seu destino foi selado pelo Tratado de Saint-Germain de setembro de 1919, que deu a Galícia a oeste do San à Polônia e pela Paz de Riga em março de 1921, segundo a qual o fato consumado foi reconhecido por Moscou. Este Estado não deve ser confundido com a República de Komancza, no leste da região de Lemko, outra república de curta duração. Este foi um Estado pró-ucraniano menor que existiu entre novembro de 1918 e 23 de janeiro de 1919.

## História

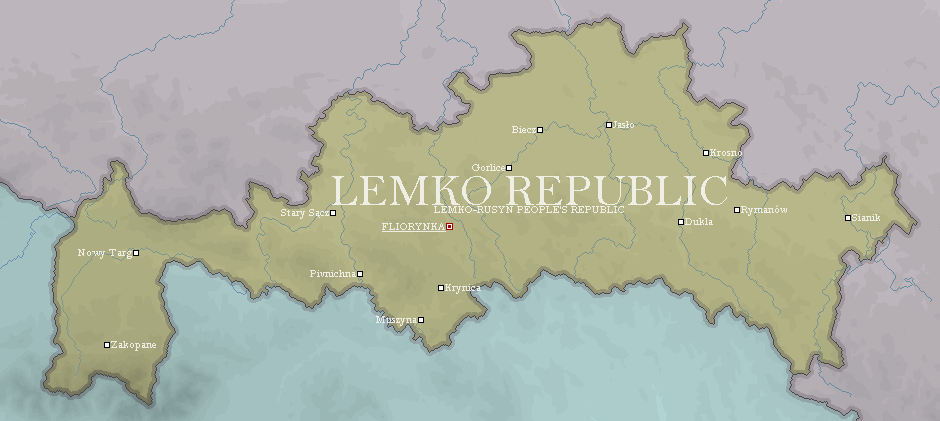
Mapa detalhando as unidades administrativas galicianas reivindicadas pela República Lemko.

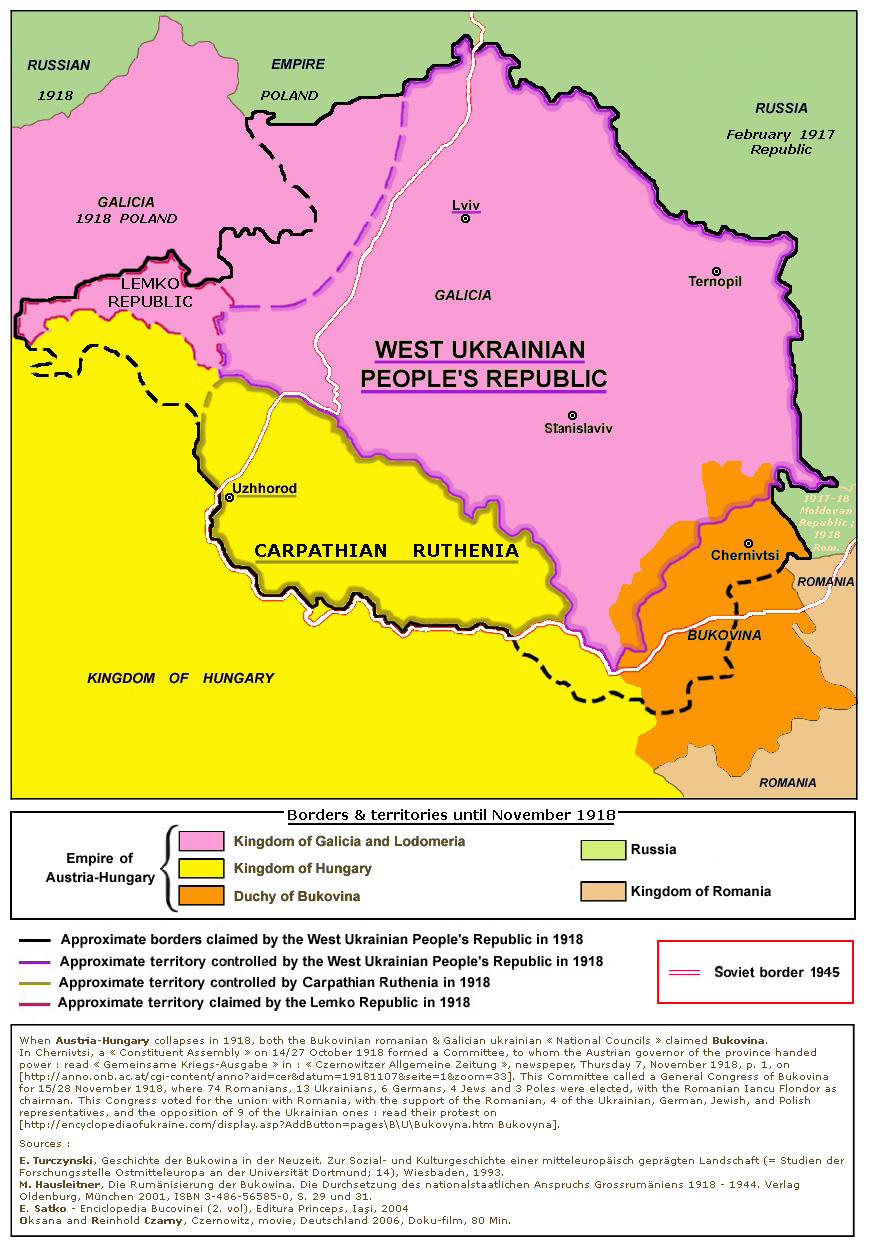
Mapa das áreas reivindicadas e controladas pela Rutênia dos Cárpatos, República de Lemko e República Popular da Ucrânia Ocidental em 1918.

Em meados do século XIX, a questão da população russina na Galícia transformou-se numa luta pelo poder entre a Áustria, a Rússia e a Polônia. Um círculo de pan-eslavos russófilos se formou em torno de Mikhail Pogodin, que visitava a Galícia regularmente e conduzia conversas com o clero anti-polonês de denominações católicas orientais e ortodoxas. A disseminação de simpatias pró-Rússia provou ser bem-sucedida, pois já havia conflitos culturais e sociais entre os poloneses e os camponeses russinos, resultando em uma atitude anti-polonesa. A antipatia pela Polônia também foi causada pela atitude de grupos nacionalistas poloneses, que espalharam a crença de que os russinos eram uma tribo polonesa e que a cultura russina era apenas uma variação regional da polonesa. Russinos exigia que os costumes católicos orientais fossem livremente respeitados na Galicia e que a língua russina fosse representada na administração e nas escolas. O medo da polonização e a ignorância sobre os tratamentos de russinos e ucranianos dentro das fronteiras do Império Russo tornaram a campanha russa particularmente bem-sucedida e, já em 1849, os Lemkos enviaram uma delegação ao Czar Nicolau I liderada por Mikhailo Hrinda de Szlachtowa, que pediu ao czar sua "proteção".
Mikhailo Hrushevski salienta que não havia nacionalismo nem uma forte identidade presente nos círculos russinos, as diferenças culturais e religiosas impossibilitavam a identificação tanto com a população polaca como com a ucraniana, mas apesar de um desejo comum de independência ou autonomia, não havia quaisquer bases sólidas para uma nação Lemko. Em outras palavras, os Lemkos tinham certeza de que não eram poloneses nem ucranianos e buscavam a soberania deles, mas muitos também não sentiam que formavam uma nação por conta própria. A agitação russa resolveu esse problema e muitos russinos começaram a se identificar com a nação e a cultura russas.
A Russofilia dos círculos russinos passou a ser combatida pelos movimentos nacionalistas ucranianos, principalmente a Sociedade Prosvita, e também pelo elemento polonês dominante. Isso enfraqueceu temporariamente as ambições pró-russas dos russinos, mas voltou como consequência da derrota russa na Guerra Russo-Japonesa. Em 1907, os Democratas Nacionais passaram a representar a Galícia no Parlamento vienense. Os nacional-democratas representavam uma corrente russófila, acreditando que a reconstrução do Estado polonês passa pela colaboração com a Rússia em troca de ampla autonomia e combate ao nacionalismo ucraniano. Essa atitude pró-russa dos nacional-democratas fortaleceu muito os russinos russófilos e enfraqueceu o movimento ucraniano na região de Lemko.
A Primeira Guerra Mundial resultou na ocupação russa da Galícia, que as autoridades russas declararam ser "terras eternamente russas". A Rússia fez esforços vigorosos para integrar a Galícia à Rússia e conduziu conversões em massa do Greco-catolicismo para a Ortodoxia. O movimento nacional ucraniano foi reprimido, com a maioria dos políticos ucranianos fugindo para Viena. Andrei Sheptitski, o metropolita greco-católico, foi preso. A situação foi rapidamente revertida quando o Exército russo foi empurrado para trás, com prisões em massa e represálias contra círculos pró-russos pelo Exército austríaco, inclusive contra o Movimento Russino. A guerra polarizou muito as facções ucranianas e russófilas entre os ativistas de Lemko, com o oriente sendo influenciado a apoiar os ucranianos e proclamando uma República Komancza pró-ucraniana, enquanto Lemkos ocidentais permaneceram hostis ao nacionalismo ucraniano.

## Território

Mapa comparando as fronteiras aproximadas da República de Lemko com as fronteiras da Polônia e da Tchecoslováquia na década de 1920.

Em 5 de dezembro de 1918, os delegados da República emitiram a declaração: "Nós, a nação russina, vivendo em um assentamento compacto nas partes do sul das unidades administrativas galicianas de Nowy Targ, Nowy Sącz, Grybów, Gorlice, Jasło, Krosno e Sanok não desejam ser incorporados ao Estado polonês e desejam compartilhar o destino de nossos irmãos russinos [vivendo] nos condados de Spiš, Šariš e Zemplín como uma unidade geográfica e etnográfica indivisível."